# László Kleinheisler
László Kleinheisler, né le 8 avril 1994 à Kazincbarcika, est un footballeur international hongrois qui évolue au poste de milieu offensif.

## Biographie

### En club
László Kleinheisler joue successivement dans les équipes du Puskás Akadémia FC, Videoton FC et du Werder Brême. Il fait ses débuts en championnat de Hongrie avec Videoton le 28 juillet 2013. Il rejoint le Werder Brême, club de Bundesliga, en janvier 2016.

### En équipe nationale
Kleinheisler est sélectionné tour à tour en équipe de Hongrie des moins de 17 ans et en équipe de Hongrie espoirs. En novembre 2015, Bernd Storck le convoque en équipe nationale A. Il marque pour sa première apparition contre la Norvège,. Ce match remporté 1-0 par la Hongrie à Oslo rentre dans le cadre des éliminatoires de l'Euro 2016.
Quelques mois plus tard, le sélectionneur de nationalité allemande le retient afin de participer à l'Euro 2016 organisé en France. 
Lors du tournoi, il participe aux trois premiers matches de poule avec son équipe et la Hongrie réussit l'exploit de terminer invaincue et première de son groupe (F). La Hongrie se qualifie donc pour les huitièmes de finale face à la Belgique. Malheureusement pour lui, Kleinheisler se blesse à l'échauffement, il doit être remplacé par Ádám Pintér et la Hongrie s'incline lourdement 4 à 0 face aux Belges, malgré de belles occasions.
Quatre ans plus tard, il est de nouveau sélectionné pour disputer l'Euro 2020. 
En mai 2024, il est sélectionné par Marco Rossi pour participer à l'Euro 2024 avec la Hongrie.

## Statistiques
| Saison                | Club                      | Championnat           | Championnat | Championnat | Coupe(s) nationale(s) | Coupe(s) nationale(s) | Compétition(s) continentale(s) | Compétition(s) continentale(s) | Compétition(s) continentale(s) | Hongrie | Hongrie | Total | Total |
| Saison                | Club                      | Division              | M.          | B.          | M.                    | B.                    | Comp.                          | M.                             | B.                             | M.      | B.      | M.    | B.    |
| 2013-2014             | Videoton FC               | OTP Bank Liga         | 19          | 4           | 4                     | 0                     | C3                             | 2                              | 0                              | -       | -       | 25    | 4     |
| 2014-2015             | Videoton FC               | OTP Bank Liga         | 11          | 0           | 8                     | 1                     | -                              | -                              | -                              | -       | -       | 19    | 1     |
| 2014-2015             | Puskás Akadémia FC (prêt) | OTP Bank Liga         | 9           | 0           | -                     | -                     | -                              | -                              | -                              | -       | -       | 9     | 0     |
| 2015-2016             | Videoton FC               | OTP Bank Liga         | 0           | 0           | 0                     | 0                     | -                              | -                              | -                              | 2       | 1       | 2     | 1     |
| Sous-total            | Sous-total                | Sous-total            | 39          | 4           | 12                    | 1                     | -                              | 2                              | 0                              | 2       | 1       | 55    | 6     |
| 2015-2016             | Werder Brême              | Bundesliga            | 6           | 0           | 1                     | 0                     | -                              | -                              | -                              | 3       | 0       | 10    | 0     |
| Sous-total            | Sous-total                | Sous-total            | 6           | 0           | 1                     | 0                     | -                              | -                              | -                              | 3       | 0       | 10    | 0     |
| Total sur la carrière | Total sur la carrière     | Total sur la carrière | 45          | 4           | 13                    | 1                     | -                              | 2                              | 0                              | 5       | 1       | 65    | 6     |

## Palmarès
- Coupe de Hongrie : 2017